# Sterrhoptilus dennistouni
El timalí coronidorado (Sterrhoptilus dennistouni) es una especie de ave paseriforme de la familia Zosteropidae endémica de Filipinas. 

## Distribución y hábitat
Se encuentra únicamente la isla de Luzón, en el norte del archipiélago filipino. Su hábitat natural son los bosques húmedos tropicales. Está amenazado por la pérdida de hábitat.